# 第94師団 (日本軍)
第94師団（だいきゅうじゅうよんしだん）は、大日本帝国陸軍の師団の一つ。

## 沿革
1944年（昭和19年）10月、インパール作戦の失敗などによりビルマ戦線は崩壊寸前に陥る危機的な状況となった。そのような中で、クアラルンプールに所在していた第12独立守備隊、第18独立守備隊などを基幹として第94師団が編成され、第29軍に編入された。
その担当区域はタイ南部からマレー北部にかけての地域であった。連合国軍との戦闘を交える前に終戦を迎えた。

## 師団概要

### 歴代師団長
- 四手井綱正 中将：1944年（昭和19年）10月16日 - 1945年5月23日[1]
- 井上芳佐 中将：1945年（昭和20年）5月23日 - 終戦[2]

### 参謀長
- 浜田弘 大佐：1944年（昭和19年）10月16日 - 1945年7月21日[3]
- 今村英次 大佐：1945年（昭和20年）7月28日 - 終戦[4]

### 最終司令部構成
- 参謀長：今村英次大佐
  - 参謀：富永亀太郎中佐
  - 参謀：福田重雄少佐
- 経理部長：二宮茂主計中佐

### 最終所属部隊
- 第94歩兵団：青木一枝大佐
  - 歩兵第256連隊（大阪）：羽生善良中佐
  - 歩兵第257連隊（大阪）：乙守文策大佐
  - 歩兵第258連隊（大阪）：山本勇大佐
- 野砲兵第94連隊：山澄邦太郎大佐
- 工兵第94連隊：笹良照中佐
- 輜重兵第94連隊：松田正松大佐
- 第94師団通信隊：
- 第94師団兵器勤務隊：
- 第94師団衛生隊：今井秋三郎少佐
- 第94師団第1野戦病院：
- 第94師団第4野戦病院：
- 第94師団防疫給水部：川原俊男軍医大尉